# Bazilika sv. Andreja, Vercelli
Bazilika svetega Andrejas (italijansko Basilica di Sant'Andrea) je samostanska cerkev v Vercelliju, Piemont, v severni Italiji. Ustanovil jo je kardinal Guala Bicchieri leta 1219  in zaključena v 1227. Predstavlja zgodnji primer gotske arhitekture v Italiji, ki temelji na cistercijanskih modelih in vsebuje tudi romanske elemente. Ima status bazilika minor.

## Zgodovina
Bazilika je bila zgrajena med letoma 1219 in 1227 po naročilu kardinala Guala Bicchierija, ki se je pravkar vrnil iz Anglije, kjer je bil papeški legat. Bicchieri je prejel od kralja Henrika III. trajne pravice za dohodke samostana sv. Andreja v Chestertonu, Cambridge. Zaradi te finančne podpore je kardinal lahko poklical na Vercelli nekaj menihov iz Saint-Victorja v Parizu, in jim dal v upravljanje nov samostan in bolnišnico, ki bo zgrajena za romarje. Potovali so po rimski cesti Via Francigena. Bolnišnica se je začela graditi leta 1224. Čeprav arhitekt ni znan se domneva, da so bile gotske linije nove zgradbe, ki so jih vnesli francoski kleriki, delo opata Thomasa Gallusa, prej profesorja na Univerzi v Parizu. Po mnenju italijanskega umetnostnega zgodovinarja Giulia Carla Arganove, bi bil arhitekt lahko Benedetto Antelami. Slog romanskih elementov povezuje zgradbo z arhitekturno tradicijo severne Italije in kaže roko italijanskega mojstra oblikovanja. 
Zahvaljujoč diplomaciji Bicchierija je opatija uspela povečati svoje premoženje z donacijami in privilegiji papeža Honorija III. in cesarja  Friderika II.. Bicchieri je umrl v Rimu leta 1227, letu, v katerem je bila bazilika končana.
V začetku 15. stoletja je bil na desni strani cerkve zgrajen nov zvonik. V naslednjem stoletju je bil obnovljen križni hodnik samostana, prvotni majhni stolpci - v skupinah po štiri - so bili ohranjeni.
Kompleks je bil poškodovan med obleganjem Vercellija leta 1617. V obnovi, ki se je izvajala med 1818-1840 je bil najden scrinium (potovanja primer) od Guala Bicchierija; danes je v Mestnem muzeju antičnih umetnosti v Torinu. Druge obnove je potekala leta 1927 in med 1955-1960.

## Opis
Bazilika je zgrajena na tlorisu latinskega križa, z glavno in dvema stranskima ladjama s po šest oboki. Stranski ladji sta nižji od glavne. Desna stranska ladja ima opornike, iz katere izhajajo plavajoči oporniki (element značilen za gotsko arhitekturo), ki se priključujejo na glavno ladjo. Transept, pet obočni, ima enako širino in višino kot glavna ladja. Na križišču je visok osmerokoten stolp z lanterno in zvonikom, tudi osmerokotnim, ki se konča s piramidnim zaključkom v opeki. Apsida ima pravokotni tloris, tipična značilnost cistercijanskih gotskih zgradb.
Fasada je iz različnih tipov lokalnega kamna: zelen kamen iz Pralunga, calcarenite (vrsta apnenca) iz Montferrata in serpentin iz Oria. Kamen v kombinaciji z rdečo opeko in belim ometom je na zgornjem delu obeh stranskih zvonikov. Široko čelo centralnega odseka, dve slepi arkadi in velika rozeta v sredini, so vse elementi v tradiciji lombardsko-emilijanske romanske arhitekture. Vhod je skozi tri portale, tudi v romanskem slogu, s štirimi vrstami malih dvojnih stebrov. Luneta osrednjega portala ima relief s prikazom Mučeništvo sv. Andreja, medtem ko levi portal prikazuje Kardinal Bicchieri daruje cerkev sv. Andreja v ustoličenje. Benedetto Antelami je predlagan kot avtor dveh skulptur, čeprav je bolj verjetno, da so jih izdelali en ali več njegovih učencev, ki so delali v krstilnici v Parmi. 
Notranjost bazilike je v celoti v gotskem slogu, s šilastimi arkadami podprtimi s stebri, ki jih tvorijo valjasti elementi obdan z osmimi majhnimi stebri. Strop je obokan, oboki imajo štiri pole. Stolp nad križiščem je podprt na štirih pendentivih, ki so okrašeni s stebrički čez konzole; ti dosežejo druge konzole v lanterni stolpa, kjer so kipi (delo Antelamijjeve šole), ki predstavljajo simbole štirih evangelistov. Onstran križišča je pravokoten kor, ki je osvetljen z veliko rozeto in tremi okni s krogovičjem in ima lesene sedeže iz zgodnjega 16. stoletja.
Likovna dela vključujejo nagrobni spomenik opata Thomasa Gallus (začetek 14. stoletja), s fresko lombardske šole. V prvi kapeli v levem transeptu je naslikano razpelo iz 15. stoletja